# Hajk Iszchanian
Hajk Iszchanian (orm. Հայկ Իշխանյան; ur. 24 czerwca 1989 w Erywaniu) – ormiański piłkarz występujący na pozycji obrońcy w ormiańskim klubie Gandzasar Kapan oraz w reprezentacji Armenii.

## Kariera klubowa

### Mika Erywań
1 sierpnia 2009 podpisał kontrakt z ormiańskim klubem Mika Erywań. Zadebiutował 17 kwietnia 2010 w meczu Barcragujn chumb przeciwko Szirak Giumri (0:1). W sezonie 2010/11 jego zespół zdobył Puchar Armenii. W kwalifikacjach do Ligi Europy zadebiutował 21 lipca 2011 w meczu przeciwko Vålerenga Fotball (0:1).

### Impuls Diliżan
1 stycznia 2012 przeszedł do drużyny Impuls Diliżan. Zadebiutował 7 kwietnia 2012 w meczu Barcragujn chumb przeciwko Piunik Erywań (1:3). Pierwszą bramkę zdobył 12 maja 2012 w meczu ligowym przeciwko Urartu Erywań (1:1).

### Alaszkert Erywań
1 stycznia 2014 podpisał kontrakt z klubem Alaszkert Erywań. Zadebiutował 2 marca 2014 w meczu Barcragujn chumb przeciwko Ulis Erywań (0:3). Pierwszą bramkę zdobył 18 maja 2014 w meczu ligowym przeciwko Gandzasar Kapan (2:3).

### Gandzasar Kapan
1 marca 2015 przeszedł do drużyny Gandzasar Kapan. Zadebiutował 5 kwietnia 2015 w meczu Barcragujn chumb przeciwko Urartu Erywań (2:0). Pierwszą bramkę zdobył 23 kwietnia 2016 w meczu ligowym przeciwko Alaszkert Erywań (2:2). W sezonie 2016/17 jego zespół zajął drugie miejsce w tabeli zdobywając wicemistrzostwo Armenii. W kwalifikacjach do Ligi Europy zadebiutował 29 czerwca 2017 w meczu przeciwko OFK Titograd Podgorica (1:0). W sezonie 2017/18 wraz z drużyną dotarł do finału Pucharu Armenii, w którym pokonał Alaszkert Erywań (1:1 k. 4:3) i zdobył trofeum.

### Lori Wanadzor
8 lutego 2019 podpisał kontrakt z klubem Lori Wanadzor. Zadebiutował 3 marca 2019 w meczu Barcragujn chumb przeciwko Szirak Giumri (0:0).

## Kariera reprezentacyjna

### Armenia
W 2017 roku otrzymał powołanie do reprezentacji Armenii. Zadebiutował 9 listopada 2017 w meczu towarzyskim przeciwko reprezentacji Białorusi (4:1). Pierwszą bramkę zdobył 13 listopada 2017 w meczu towarzyskim przeciwko reprezentacji Cypru (3:2).

## Statystyki

### Klubowe
(aktualne na dzień 24 grudnia 2020)
| Klub               | Sezon              | Liga               | Liga  | Liga   | Puchar kraju | Puchar kraju | Europa | Europa | Inne  | Inne   | Suma  | Suma   |
| Klub               | Sezon              | Liga               | Mecze | Bramki | Mecze        | Bramki       | Mecze  | Bramki | Mecze | Bramki | Mecze | Bramki |
| ------------------ | ------------------ | ------------------ | ----- | ------ | ------------ | ------------ | ------ | ------ | ----- | ------ | ----- | ------ |
| Szirak Giumri      | 2008               | Barcragujn chumb   | 3     | 0      | 0            | 0            | –      | –      | –     | –      | 3     | 0      |
| Szirak Giumri      | 2009               | Barcragujn chumb   | 4     | 0      | 0            | 0            | –      | –      | –     | –      | 4     | 0      |
| Szirak Giumri      | Ogólnie            | Ogólnie            | 7     | 0      | 0            | 0            | 0      | 0      | 0     | 0      | 7     | 0      |
| Mika Erywań        | 2009               | Barcragujn chumb   | 1     | 0      | 0            | 0            | 0      | 0      | –     | –      | 1     | 0      |
| Mika Erywań        | 2010               | Barcragujn chumb   | 16    | 0      | 2            | 0            | 0      | 0      | –     | –      | 18    | 0      |
| Mika Erywań        | 2011               | Barcragujn chumb   | 19    | 0      | 3            | 0            | 1      | 0      | –     | –      | 23    | 0      |
| Mika Erywań        | Ogólnie            | Ogólnie            | 36    | 0      | 5            | 0            | 1      | 0      | 0     | 0      | 42    | 0      |
| Impuls Diliżan     | 2012/13            | Barcragujn chumb   | 24    | 1      | 2            | 0            | –      | –      | –     | –      | 26    | 1      |
| Impuls Diliżan     | Ogólnie            | Ogólnie            | 24    | 1      | 2            | 0            | 0      | 0      | 0     | 0      | 26    | 1      |
| Mika Erywań        | 2013/14            | Barcragujn chumb   | 3     | 0      | 2            | 0            | –      | –      | –     | –      | 5     | 0      |
| Mika Erywań        | Ogólnie            | Ogólnie            | 3     | 0      | 2            | 0            | 0      | 0      | 0     | 0      | 5     | 0      |
| Alaszkert Erywań   | 2013/14            | Barcragujn chumb   | 14    | 1      | 0            | 0            | –      | –      | –     | –      | 14    | 1      |
| Alaszkert Erywań   | 2014/15            | Barcragujn chumb   | 4     | 0      | 0            | 0            | –      | –      | –     | –      | 4     | 0      |
| Alaszkert Erywań   | Ogólnie            | Ogólnie            | 18    | 1      | 0            | 0            | 0      | 0      | 0     | 0      | 18    | 1      |
| Gandzasar Kapan    | 2014/15            | Barcragujn chumb   | 11    | 0      | 0            | 0            | –      | –      | –     | –      | 11    | 0      |
| Gandzasar Kapan    | 2015/16            | Barcragujn chumb   | 15    | 1      | 2            | 0            | –      | –      | –     | –      | 17    | 1      |
| Gandzasar Kapan    | 2016/17            | Barcragujn chumb   | 21    | 2      | 2            | 0            | –      | –      | –     | –      | 23    | 2      |
| Gandzasar Kapan    | 2017/18            | Barcragujn chumb   | 29    | 2      | 3            | 0            | 2      | 0      | –     | –      | 34    | 2      |
| Gandzasar Kapan    | 2018/19            | Barcragujn chumb   | 11    | 0      | 0            | 0            | 2      | 0      | 1     | 0      | 14    | 0      |
| Gandzasar Kapan    | Ogólnie            | Ogólnie            | 87    | 5      | 7            | 0            | 4      | 0      | 1     | 0      | 99    | 5      |
| Lori Wanadzor      | 2018/19            | Barcragujn chumb   | 14    | 0      | 2            | 0            | –      | –      | –     | –      | 16    | 0      |
| Lori Wanadzor      | Ogólnie            | Ogólnie            | 14    | 0      | 2            | 0            | 0      | 0      | 0     | 0      | 16    | 0      |
| Alaszkert Erywań   | 2019/20            | Barcragujn chumb   | 13    | 0      | 1            | 0            | 4      | 0      | 1     | 0      | 19    | 0      |
| Alaszkert Erywań   | Ogólnie            | Ogólnie            | 13    | 0      | 1            | 0            | 4      | 0      | 1     | 0      | 19    | 0      |
| Gandzasar Kapan    | 2020/21            | Barcragujn chumb   | 8     | 0      | 1            | 0            | –      | –      | –     | –      | 9     | 0      |
| Gandzasar Kapan    | Ogólnie            | Ogólnie            | 8     | 0      | 1            | 0            | 0      | 0      | 0     | 0      | 9     | 0      |
| Ogólnie w karierze | Ogólnie w karierze | Ogólnie w karierze | 210   | 7      | 20           | 0            | 9      | 0      | 2     | 0      | 241   | 7      |

### Reprezentacyjne
(aktualne na dzień 24 grudnia 2020)
| Reprezentacja | Rok     | Mecze | Bramki |
| ------------- | ------- | ----- | ------ |
| Armenia       |         |       |        |
| 2017          | 2       | 1     |        |
| 2018          | 4       | 0     |        |
| 2019          | 6       | 0     |        |
| 2020          | 1       | 0     |        |
| Ogólnie       | Ogólnie | 13    | 1      |

| Mecze i gole w reprezentacji | Mecze i gole w reprezentacji | Mecze i gole w reprezentacji | Mecze i gole w reprezentacji | Mecze i gole w reprezentacji | Mecze i gole w reprezentacji | Mecze i gole w reprezentacji | Mecze i gole w reprezentacji |
| Lp.                          | Data                         | Miejsce                      | Gospodarz                    | Gość                         | Wynik                        | Gol                          | Rozgrywki                    |
| ---------------------------- | ---------------------------- | ---------------------------- | ---------------------------- | ---------------------------- | ---------------------------- | ---------------------------- | ---------------------------- |
| 1.                           | 09.11.2017                   | Erywań                       | Armenia                      | Białoruś                     | 4:1                          |                              | Mecz towarzyski              |
| 2.                           | 13.11.2017                   | Erywań                       | Armenia                      | Cypr                         | 3:2                          | Gol                          | Mecz towarzyski              |
| 3.                           | 24.03.2018                   | Erywań                       | Armenia                      | Estonia                      | 0:0                          |                              | Mecz towarzyski              |
| 4.                           | 27.03.2018                   | Erywań                       | Armenia                      | Litwa                        | 0:1                          |                              | Mecz towarzyski              |
| 5.                           | 29.05.2018                   | Wattens                      | Malta                        | Armenia                      | 1:1                          |                              | Mecz towarzyski              |
| 6.                           | 09.09.2018                   | Skopje                       | Macedonia Północna           | Armenia                      | 2:0                          |                              | Liga Narodów UEFA            |
| 7.                           | 11.06.2019                   | Ateny                        | Grecja                       | Armenia                      | 2:3                          |                              | el. ME 2020                  |
| 8.                           | 08.09.2019                   | Erywań                       | Armenia                      | Bośnia i Hercegowina         | 4:2                          |                              | el. ME 2020                  |
| 9.                           | 12.10.2019                   | Vaduz                        | Liechtenstein                | Armenia                      | 1:1                          |                              | el. ME 2020                  |
| 10.                          | 15.10.2019                   | Turku                        | Finlandia                    | Armenia                      | 3:0                          |                              | el. ME 2020                  |
| 11.                          | 15.11.2019                   | Erywań                       | Armenia                      | Grecja                       | 0:1                          |                              | el. ME 2020                  |
| 12.                          | 18.11.2019                   | Palermo                      | Włochy                       | Armenia                      | 9:1                          |                              | el. ME 2020                  |
| 13.                          | 18.11.2020                   | Erywań                       | Armenia                      | Macedonia Północna           | 1:0                          |                              | Liga Narodów UEFA            |

## Sukcesy

### Mika Erywań
- Wicemistrzostwo Armenii (1×): 2009
- Puchar Armenii (1×): 2010/2011

### Gandzasar Kapan
- Wicemistrzostwo Armenii (1×): 2016/2017
- Puchar Armenii (1×): 2017/2018